# Фрунзе (Омская область)
Фрунзе — деревня в  Тарском районе Омской области России. Входит в состав Заливинского сельского поселения. Население 291 чел. (2010) .

## История
В соответствии с Законом Омской области от 30 июля 2004 года № 548-ОЗ «О границах и статусе муниципальных образований Омской области» деревня вошла в состав образованного муниципального образования «Заливинское сельское поселение». 

## География
Фрунзе находится  на северо-западе части региона,   в пределах Ишимской равнины, являющейся частью Западно-Сибирской равнины, на р. Ибейка. 
Абсолютная высота — 75 м. над уровнем моря.

## Население
| 2002 | 2010 |
| ---- | ---- |
| 301  | ↘291 |

Гендерный состав
По данным Всероссийской переписи населения 2010 года в гендерной структуре населения из 291 человек мужчин — 141, женщин — 150 (48,5 и	51,5  % соответственно) .
Национальный состав
Согласно результатам переписи 2002 года, в национальной структуре населения русские составляли 85 % от общей численности населения в 301 чел. .

## Инфраструктура
Действовал колхоз имени Фрунзе

## Транспорт
стоит на федеральной автодороге Р-392.